# Vistigma
Vistigma là một chi bướm ngày thuộc họ Bướm nâu.